# Dorothy Stopford Price
Eleanor Dorothy Stopford Price (* 9. September 1890 in Dublin; † 30. Januar 1954) war eine irische Medizinerin und Impfpionierin.

## Biographie

### Familie und Ausbildung
Dorothy Stopford wurde als Tochter von Constance Stopford (geborene Kennedy) und von Jemmett Stopford, der für die britische Verwaltung in Dublin arbeitete, geboren; sie hatte zwei Schwestern und einen Bruder. Die Familie war protestantisch. Ihr Großvater mütterlicherseits, Evory Kennedy, war von 1833 bis 1840 Direktor der Gebärklinik Rotunda in Dublin. Jemmett Stopford starb 1902 an Typhus, und die Familie, die in der Nähe von Dublin gelebt hatte, zog nach London.
In London besuchte Dorothy Stopford die Paul’s Girls’ School, 1915 kehrte sie nach Dublin zurück, um am Trinity College Medizin zu studieren. Während des Osteraufstands 1916 hielt sie sich in Phoenix Park auf, dem Sitz des britischen Untersekretäres für Irland, Sir Matthew Nathan. Sie wurde Zeugin der damaligen Ereignisse und schrieb ihre Erlebnisse und Beobachtungen in ihrem Tagebuch nieder; ihre Aufzeichnungen bieten eine „unique insight into how the 1916 Easter Rising was viewed from the perspective of a highly educated Protestant woman“ („… einzigartigen Einblick in die Sichtweise einer hochgebildeten protestantischen Frau auf den Osteraufstand 1916“). Trotz ihrer Wertschätzung für Nathan entwickelte sie zunehmend Sympathien für die irische Rebellion gegen die britische Herrschaft. Dorothy Stopfords wachsende nationalistische Einstellung wurde von ihrer Tante Alice Stopford Green, einer politischen Aktivistin, bestärkt.
1921 schloss Dorothy Stopford ihr Medizin-Studium ab und nahm eine Tätigkeit in einer Apotheke in Cork auf. In Kilbrittain wurde sie Ärztin der örtlichen IRA-Brigade, versorgte verletzte Kämpfer und hielt vor deren Frauengesellschaft Cumann na mBan Vorträge über Erste Hilfe. Sie als Protestantin hatte zahlreiche Freunde in katholischen, republikanischen Kreisen. In ihren Briefen amüsierte sie sich über deren diverse Versuche, sie zum Katholizismus zu bekehren. 1925 heiratete sie Liam Price, einen Rechtsanwalt, Bezirksrichter und lokalen Historiker aus Wicklow. Die Ehe war dem Vernehmen nach glücklich, wenn auch nach Berichten der Nichte die Eheleute ständig über Kleinigkeiten diskutierten und versuchten, sich im gemeinsamen Garten gegenseitig zu übertrumpfen. Die Ehe blieb kinderlos.
Ab 1923 bis zum Ende ihres Lebens arbeitete Dorothy Stopford Price als Kinderärztin in den beiden Dubliner Kliniken Saint Ultan's Children's Hospital und Baggot Street Hospital.

### Kampf gegen die Tuberkulose
Seit dem 19. Jahrhundert grassierte in Irland die Tuberkulose, mit einem Höchststand an Kranken im Jahre 1904, in dem 12.000 junge Irinnen und Iren daran starben. Im Jahr 1922, dem Gründungsjahr des Irischen Freistaats, wurden im Land rund 4600 Todesfälle durch diese Krankheit verzeichnet. Mutmaßlich gab es eine hohe Dunkelziffer, da viele Menschen die Krankheit aus Angst vor Ausgrenzung verschwiegen. In der ersten Hälfte des 20. Jahrhunderts war Tuberkulose die dritthäufigste Todesursache bei irischen Kindern. Tuberkulin-Tests galten in Irland indes als unzuverlässig.
1931 besuchte Dorothy Stopford Price den Mediziner Franz Hamburger im Allgemeine Krankenhaus in Wien, wo sie sich von der Effizienz der Tuberkulin-Tests überzeugte. Die skeptische Einstellung ihrer irischen Kollegen führte sie darauf zurück, dass diese keine deutsche medizinische Literatur lesen und keine Kliniken in deutschsprachigen Ländern besuchen würden, sondern stattdessen nur „alles aus England übernehmen“ würden. Sie selbst begann Deutsch zu lernen, um relevante Lehrbücher zu lesen, und absolvierte einen Aufbaustudiengang im bayerischen Scheidegg. Sie schrieb: „It is extraordinary that tuberculosis in children should have been a closed book to Ireland for 20 years after methods of diagnosis were well established on the continent […].“ („Es ist bemerkenswert, dass die Tuberkulose bei Kindern 20 Jahre lang ein geschlossenes Buch für Irland gewesen sein soll, nachdem die Diagnosemethoden auf dem Kontinent etabliert sind […].“) Mitte der 1930er Jahre wurde ihr Interesse für die Tests von einem Engagement für präventive Impfungen überlagert.
Im August 1936 reiste Dorothy Stopford Price mit ihrem Ehemann Liam nach Skandinavien, wo sie Kliniken und Labore besuchte und sich über die Herstellung des Impfstoffs Bacillus Calmette-Guérin (BCG) informierte. Im Januar 1937 impfte sie zwei Kinder mit BCG; dies war das erste Mal, dass dieser Impfstoff in Irland verabreicht wurde. Die sogenannte „Ring-Katastrophe“, bei der Schulkinder 1937 nach einer Impfung durch Angehörige des Ring College gegen Diphtherie Tuberkulose bekommen hatten, war ein Rückschlag für Stopford Prices Bemühungen und hatte eine ablehnende Einstellung der irischen Öffentlichkeit gegen Impfungen zur Folge.
Während des Zweiten Weltkriegs konnte Dorothy Stopford Price keinen BCG-Impfstoff erhalten, bemühte sich aber weiterhin, ihre irischen Kollegen für die Impfungen zu sensibilisieren. In den frühen 1940er Jahren versuchte sie, eine National Antituberculosis League in Irland zu gründen. Der Erzbischof von Dublin, John Charles McQuaid, unterstützte die Notwendigkeit einer solchen Kampagne, lehnte jedoch die prominente Mitwirkung protestantischer Ärzte, darunter eben auch Stopford Price, in der Liga ab. Seine Intervention hatte zur Folge, dass die Liga nie gegründet wurde. 1949 ernannte der neue Gesundheitsminister Noel Browne Stopford Price zur Leiterin des National Consultative Council on Tuberculosis, um eine Massenimpfkampagne gegen BCG durchzuführen.
Vermutlich aufgrund von Stress und Überarbeitung erlitt Dorothy Stopford Price 1950 einen Schlaganfall und behielt eine linksseitige Lähmung zurück. 1954 erlitt sie einen zweiten Schlaganfall, an dessen Folgen sie zwei Tage später im Alter von 63 Jahren starb. Gegen Ende der 1950er Jahre konnte die Tuberkulose mit Hilfe neuer Medikamente und besserer Strukturen im Gesundheitsbereich in Irland erfolgreich eingedämmt werden. Die öffentliche Anerkennung dafür heimsten Noel Browne und James Deeny, Chief Medical Advisor von Irland, ein.
Die medizinischen Tagebücher von Dorothy Stopford Price werden vom Royal College of Physicians of Ireland aufbewahrt, ihr Tagebuch aus dem Jahr 1916 befindet sich in der National Library of Irland.

## Ehrungen
Für ihren Beitrag zur Bekämpfung der Tuberkulose wurde Dorothy Stopford Price für den Léon Bernard Foundation Prize der Weltgesundheitsorganisation nominiert.